# Originali
| Recensione | Giudizio |
| ---------- | -------- |
| Newsic     | 8/10     |
| Ondarock   | 5/10     |
| Rockol     | 7,5/10   |

Originali è il quinto album in studio del gruppo musicale italiano Sottotono, pubblicato il 4 giugno 2021 dalla Island Records.

## Tracce
1. Mastroianni – 3:11
2. Ti bacio ancora mentre dormi – 3:13
3. Altrove – 2:43
4. Solo lei ha quel che voglio 2021 (feat. Gué Pequeno, Marracash, Tiziano Ferro) – 4:50
5. Amor de mi vida 2021 (feat. Mahmood) – 3:49
6. Dimmi di sbagliato che c'è 2021 (feat. Elodie) – 3:11
7. Tranquillo 2021 (feat. Luchè, CoCo) – 3:54
8. Non c'è amore 2021 (feat. Coez) – 3:20
9. Cronici 2021 (feat. Primo Brown, Fabri Fibra) – 4:55
10. Mezze verità 2021 (feat. Emis Killa) – 3:14
11. Buone vibes – 3:05
12. Come la prima volta (feat. Stash, Jake La Furia) – 3:39
13. Cambi colore al cielo – 3:09

Tracce bonus nella riedizione digitale
1. Poco male – 3:22

1. Ti bacio ancora mentre dormi (Acoustic) – 3:36

## Classifiche
| Classifica (2021) | Posizione massima |
| ----------------- | ----------------- |
| Italia            | 6                 |